# Maximiliano Arellano
Maximiliano Arellano (nascido em 2000 no Metepec, Mexico) é um garoto prodígio Mexicano na área médica.
Ele esteve estudando medicina sozinho e clama ser um especialista nos campos da osteoporose, diabetes e anemia. 
Ele falou publicamente na universidade de medicina para demonstrar seu conhecimento, dando uma aula que chamou de "Causas e consequências da osteoporose". 
O diretor da Universidade Mexicana de Medicina, Roberty Camacho, disse que acredita que o garoto é muito jovem para ingressar na universidade, mas pode averiguar suas habilidades devido a sua fama crescente.  
A mãe de Maximiliano está tentando que seu filho seja logo admitido, afirmando que acredita que seu filho se tornará um médico qualificado aos 13.